# 貝雷濟夫卡 (蘇梅州)
50°25′2″N 35°9′49″E / 50.41722°N 35.16361°E
貝雷濟夫卡（羅馬化：Berezivka）是位於烏克蘭東北部的村莊，由蘇梅州奥赫蒂尔卡区的基里基夫卡市鎮負責管轄。該村處於沃爾斯克拉河右岸，分別距離卡姆亞內茨凱1.5公里和尼察哈2.5公里，海拔高度116米，2001年人口132。